# Walnut Grove, Mississippi
Walnut Grove är en kommun (town) i Leake County i Mississippi. Vid 2020 års folkräkning hade Walnut Grove 510 invånare.